# Wolfsblut (1991)
Wolfsblut (Originaltitel: White Fang) ist ein US-amerikanischer Abenteuerfilm von Randal Kleiser und The Walt Disney Company aus dem Jahr 1991. Das Drehbuch von David Fallon, Jeanne Rosenberg und Nick Thiel beruht auf dem gleichnamigen Roman von Jack London.

## Handlung
1898, in der Zeit des Goldrausches, reist der junge Jack Conroy durch die Wildnis Alaskas, um den Claim seines verstorbenen Vaters zu finden. Dieser schickte ihm vor seinem Tod in einem Brief einen Lageplan und Goldstaub. Auf seinem Weg schließt er sich Alex Larson und „Skunker“ an, ebenfalls erfahrene Goldsucher, die seinen Vater kannten und bereit sind, ihn zu dem Claim zu führen.
Zwischendurch gibt es immer wieder Szenenwechsel zu einem Wolf/Hund-Mischling, der als Welpe seine Mutter verliert und sich von da an alleine durchschlagen muss.
Während ihrer Reise durch die Wildnis beobachtet Jack an einem Fluss zum ersten Mal Wolfsblut. Später trifft er ihn in einem Indianerdorf als ausgewachsenes Tier wieder, Wolfsblut rettet den jungen Mann vor einem Bären.
Das Tier wurde nach dem Tod seiner Mutter als Welpe von Indianern gefangen und zum Schlittenhund abgerichtet.
Im weiteren Handlungsverlauf wird der Hund durch List an einen skrupellosen Mann verkauft, welcher Wolfsblut für Hundekämpfe missbraucht. Jack ist vorerst in Alaska geblieben, um das Erbe seines Vaters anzutreten. Nun treffen Jack und Wolfsblut erneut aufeinander, wobei es Jack gelingt, das Tier vor dem sicheren Tod zu bewahren und es zu sich auf den Claim mitzunehmen. Mit Geduld freundet sich Jack mit dem vorher noch ängstlichen und aggressiven Hund an.
Als ein Stollen einstürzt und Jack darin verschüttet wird, rettet ihn Wolfsblut, der eine weiche Stelle im Schutt findet, wo er sich zu Jack durchgraben kann, bevor dieser erstickt. Nach dieser Rettung sind Wolfbluts Pfoten voller Goldstaub, und so finden Jack und Alex eine Goldader im Berg.
Bei der Prüfung der Nuggetqualität wird Jack in der Stadt von denselben drei Männern beobachtet, welche Wolfsblut für die Hundekämpfe missbrauchten. Diese versuchen daraufhin, Jacks Gold zu stehlen, und stecken dabei Jacks und Alex’ Hütte in Brand.
In einem dramaturgischen Höhepunkt rettet der Wolfhund Jack und Alex.
Als Jack und Alex die Goldgräberstadt verlassen wollen, verabschiedet sich Jack von Wolfsblut, verjagt ihn und schenkt ihm damit die Freiheit. Kurz bevor die beiden das Boot betreten, besinnt sich Jack und teilt Alex dann mit, doch noch beim Claim bleiben zu wollen. Er kehrt alleine zur Hütte zurück. Während der Reparaturen der Brandschäden kehrt Wolfsblut zu Jack zurück und sorgt dadurch für das Happy End.

## Hintergrund
Der Film wurde in Alaska gedreht. Er spielte in den Kinos der USA etwa 34,8 Millionen US-Dollar ein.
Im Jahr 1994 wurde eine Fortsetzung mit dem Titel Wolfsblut 2 – Das Geheimnis des weißen Wolfes inszeniert, die Regie übernahm Ken Olin.
Ein weiterer Film gleichen Namens und Vorlage war bereits 1973 mit Franco Nero in der Hauptrolle des Jason Scott unter Lucio Fulci als Regisseur unter dem italienischen Titel Zanna Bianca gedreht worden. Die Fortsetzung dieses Filmes erschien unter dem Titel Wolfsblut kehrt zurück.

## Kritiken
Rita Kempley schrieb in der Washington Post vom 19. Januar 1991, der Film habe ein langsames Tempo und sei übermäßig lang („slow and overlong“). Er müsste vor allem die Jungen im präpubertären Alter ansprechen („boys who still think girls are yucky“).
Das Lexikon des internationalen Films urteilt: „Disney-Produktion, die Jack Londons Roman auf die Dimension eines Kinderfilms vor pseudorealistischem Hintergrund reduziert. Auch von der Machart reicht es nur zu einem mäßig fesselnden Abenteuer vor imposanter Naturkulisse.“

## Auszeichnungen
Der Film gewann im Jahr 1993 als Bester Familienfilm den Genesis Award.